# Batalla de Gaugamela
La batalla de Gaugamela tuvo lugar el 1 de octubre de 331 a. C. en las proximidades de la ribera del río Bumodos, tributario del Gran Zab, a unos 27 km al noreste de Mosul y a 52 km de Arbela. En ella se enfrentaron el ejército persa a las órdenes de su rey, Darío III, y el ejército macedonio bajo el mando de Alejandro Magno. Darío eligió esta localización debido a que era una amplia llanura que favorecía a sus numerosas fuerzas montadas. Sin embargo, fue derrotado y la batalla marcó el hundimiento del Imperio persa.  Gaugamela es considerada como una obra maestra en la táctica militar y la mayor victoria de Alejandro Magno.

## Antecedentes históricos
Macedonia era un reino griego con tradiciones políticas diferentes a las de los otros estados griegos. Su monarquía era hereditaria, con una nobleza de tipo militar y una Asamblea del ejército. En el año 359 a. C. estaba gobernado por Filipo II, quien en el 358 a. C. había logrado la unificación de Macedonia y cuyo objetivo era proporcionarle a su reino una salida al mar. Poseía una excelente organización militar basada en una falange compuesta por infantes – pastores y campesinos - y una caballería integrada por nobles. Para combatir adoptaban la “línea oblicua”. No conquistaban ciudades mediante prolongados sitios, sino que empleaban máquinas de origen asirio. Obtenían sus recursos financieros de la explotación de las minas de oro de Pangeo, al este de Estrimón.
En el año 356 a. C., Macedonia inició una guerra santa (tercera guerra sagrada) contra los focidios acusándolos de haber profanado el santuario de Delfos. En el año 352 a. C. conquistaron Tesalia y en 343 a. C. la Tracia.
En el año 338 a. C. obtuvieron la victoria en la batalla de Queronea contra los griegos, victoria que fue decidida por la acción de la caballería al mando del joven Alejandro, hijo de Filipo II. En el año 337 a. C. se formó la Liga de Corinto bajo la hegemonía de Macedonia. La integraban todas las ciudades griegas excepto Esparta. El objetivo de la Liga era apoderarse de Persia y liberar las ciudades griegas en Asia. En la Asamblea constituyente se acordó que la sede sería Corinto, se designó como jefe vitalicio al rey de Macedonia y se acordó emprender la guerra contra Persia. En el año 336 a. C., Filipo II murió asesinado, siendo sucedido en el trono por su hijo Alejandro de 20 años de edad. En el año 335 a. C., Alejandró sofocó la rebelión de Tebas, Atenas y el Peloponeso. En castigo destruyó Tebas y sus habitantes fueron sometidos a la esclavitud.
En el año 334 a. C. comenzó la campaña contra Persia, campaña que para los griegos era de venganza y para Macedonia, de conquista. El ejército estaba compuesto por 30 000 infantes y 5000 jinetes. En mayo de 334 a. C., Alejandro cruzó el Helesponto y obtuvo la victoria en la batalla de Gránico. En noviembre de 333 a. C., Alejandro venció en la batalla de Issos contra las tropas persas mandadas por Darío III. En el año 332 a. C., Alejandro sometió a Siria conquistando Tiro y luego entró en Egipto, donde fundó la ciudad de Alejandría.

## Estrategias de la batalla de Gaugamela
En la primavera de 331 a. C., Alejandro dejó Egipto regresando a Tiro donde estaba su flota. De allí se dirigió a Antioquía, cruzando el valle del río Orontes, y llegó al río Éufrates a la altura de Tapsaco, donde fundó la ciudad de Niceforio para que fuera una plaza fuerte y depósito de los suministros del ejército. Aquí supo que Darío se encontraba en Arbelas, por lo que cruzó el Tigris y se dirigió hacia el norte bordeando la ribera oriental del río.
Darío había reclutado un nuevo ejército tras su derrota en Issos. Desde Babilonia avanzó hacia el norte, pasó a la orilla izquierda del Tigris y continuó hacia Arbelas, donde estableció su aprovisionamiento y su harén. Luego dirigió el ejército a Gaugamela, lugar que tenía una amplia llanura que favorecería el movimiento de sus numerosas tropas montadas. Incluso procedió a nivelar el terreno y eliminar los obstáculos, convirtiendo Gaugamela en un inmenso campo de maniobras apto para que se desplazaran sus carros provistos con guadañas en las ruedas.

## El ejército persa
Como ocurre frecuentemente con el tamaño de los ejércitos que combatieron en la época antigua, los historiadores modernos dudan de las cifras dadas por los historiadores antiguos. Según Arriano, el ejército persa estaba compuesto por 40 000 jinetes, 1 000 000 de infantes, 200 carros armados con guadañas y unos cuantos elefantes de guerra. Marco Juniano Justino comenta que eran 400 000 los infantes y 100 000 los jinetes; Quinto Curcio Rufo refiere que constaba de 45 000 caballos y 200 000 hombres; Diodoro Sículo y Plutarco, que eran 1 000 000 de hombres en total.
Los historiadores modernos han estimado que el ejército persa estaba compuesto por unos 250 000 combatientes. Aunque siguiendo datos modernos se puede estimar que de esos 250 000 combatientes, tan solo 92 000 eran soldados propiamente dichos. Entre los soldados profesionales el ejército persa contaba con 5200 mercenarios griegos y 10 000 infantes pesados, en la época denominados Inmortales. Además, unos 20 000 caballeros eran considerados propiamente como caballería pesada profesionalizada, el resto de los guerreros se consideran reclutas ocasionales con cierto entrenamiento: arqueros y caballería ligera. Otros 22 000 combatientes fueron campesinos reclutados a toda prisa y prácticamente sin entrenamiento, por lo que su importancia militar fue escasa y ni siquiera llegaron a combatir, puesto que huyeron a la vez que Darío.
| Unidades              | Número | Número |
| --------------------- | ------ | ------ |
| Peltastas             | 10 000 | 30 000 |
| Caballería            | 20 000 | 40 000 |
| Inmortales            | 10 000 | 10 000 |
| Hoplitas griegos      | 8000   | 10 000 |
| Caballería de Bactria | 1000   | 2000   |
| Arqueros              | 1500   | 1500   |
| Carros falcados       | 200    | 200    |
| Elefantes de guerra   | 15     | 15     |
| Total                 | 52 930 | 92 215 |

## La batalla

### Disposición de los ejércitos

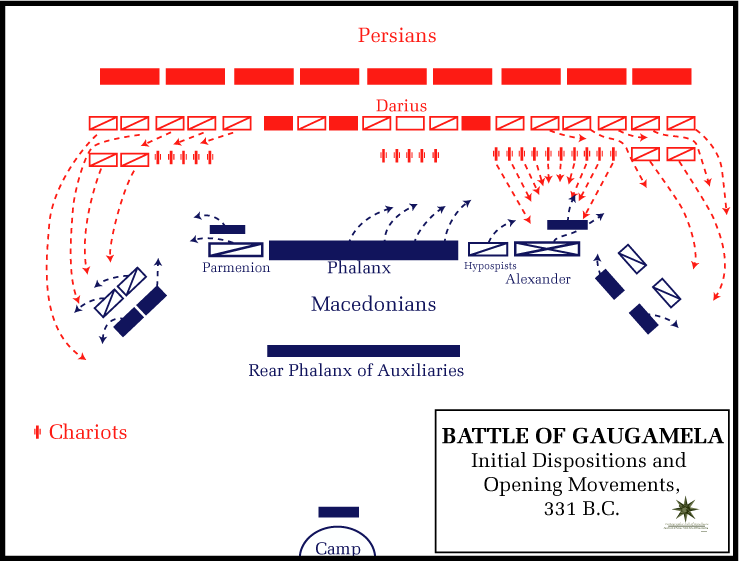
Disposición inicial.

En la noche del 30 de septiembre, los ejércitos se encontraban apostados en el campo de batalla, preparados para la confrontación. Alejandro se dedicó a efectuar un reconocimiento del terreno y a planificar la batalla, y sabiendo que Darío era el que tenía que defender la posición, ordenó a sus tropas descansar, mientras que Darío, nervioso por temor a un ataque nocturno, ordenó la posición de guardia para sus soldados.
Persas: Formaban una larga línea. Su ala izquierda al mando de Bessos estaba formada por las tropas bactrianas, daeas, persas, escitas y cadusianas. Tenían 100 carros con guadañas. En el ala derecha, al mando de Maceo, se hallaban las tropas sirias, mesopotamias, medas, partas, sucianas, tibarianas, hircanias, albanias y sacesanias. En el centro estaba el rey Darío con las tropas persas propiamente dichas, que se distinguían del resto por llevar lanzas con manzanas doradas en la empuñadura, los indios y los carios. Detrás de ellos, en formación cerrada, se encontraban los uxianos, babilonios, las tribus del mar Rojo y los sitacenios. Delante del escuadrón real había 15 elefantes indios y 50 carros con guadañas.
Macedonios: El ejército sumaba 7000 jinetes y 40 000 infantes. La caballería pesada de élite de Alejandro eran los Hetairoi (Compañeros) y estaba formada por la nobleza macedonia, que acompañaba a Alejandro en esta batalla y fueron el factor decisivo en la batalla. El resto de la caballería se dividía en jinetes tesalios (pesados), caballería tracia (ligera) y algunos jinetes griegos. La infantería de Alejandro se dividía en pesada, la falange y los hipaspistas (cuerpo especializado que cubría los huecos de la poco flexible falange) y la infantería ligera, tracios, agrianos (estos últimos lanzadores de jabalinas que destrozaron a los carros en esta batalla) y hoplitas griegos que intervinieron para cubrir la retaguardia de la falange.
El ejército se dividió en dos partes: El ala derecha estaba bajo el mando directo de Alejandro e integrada por la caballería de los “compañeros” y la caballería ligera de los macedonios. La caballería mercenaria fue dividida en dos grupos: los veteranos en el flanco derecho y el resto se colocó al frente de los arqueros agrianos y macedonios, que se ubicaban al lado de la falange que iba al centro reforzada con otra formación a retaguardia para que, en el caso de que fueran rodeados, pudieran dar media vuelta y enfrentarse al enemigo desde la dirección contraria. El flanco izquierdo estaba al mando de Parmenio, con los jinetes de Farsalia, los mercenarios griegos y las unidades de caballería tracia.
La novedad de la formación macedonia fue la colocación de una reserva tras la primera línea. Consistía en dos columnas volantes, una detrás de cada ala. Estaban colocadas formando ángulo con el frente, a fin de coger de flanco al enemigo si este intentaba rodear las alas. Si no se daba dicho caso, se replegarían hacia el centro para reforzar el frente. Alejandro dispuso su ejército de modo que diera frente a todas partes, formaba un gran rectángulo que podía enfrentarse a ataques provenientes desde cualquier lugar. Esta disposición fue la que le hizo obtener la victoria, pues intuyó los movimientos que haría el adversario y se preparó para afrontarlos y contrarrestarlos.

### Inicio del combate
Alejandro se movió oblicuamente hacia el ala izquierda persa en lugar de avanzar directamente hacia ellos, y al continuar avanzando en esa dirección, se colocó más allá del terreno nivelado por los persas. Darío entonces ordenó que su ala izquierda contuviera el movimiento lateral de Alejandro realizando una salida envolvente. Alejandro, a su vez, inició un ataque hacia el centro de las tropas envolventes y dio comienzo a una serie de ataques y contraataques hasta que las formaciones persas quedaron rotas. Darío III envió sus carros contra la falange para sembrar el desorden en ella, pero la infantería macedonia, que estaba delante de la caballería para protegerla de los carros, arrojó sus jabalinas, flechas y demás armas arrojadizas y abrió sus filas quedando aisladas las cuadrigas que atravesaron las líneas macedonias. Darío III, en un nuevo intento para detener el avance de Alejandro, envió a la caballería persa del sector central, con el resultado de que se abrió una brecha en su línea. Así terminó la primera fase de la batalla.

### Ataque decisivo de Alejandro

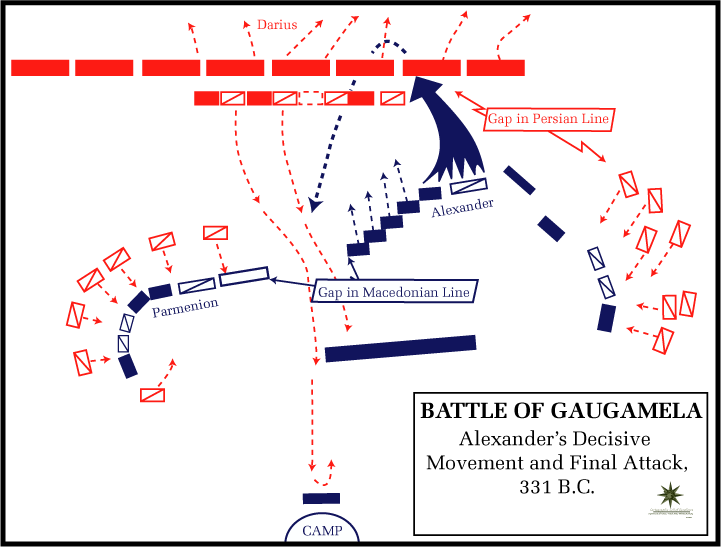
Movimiento decisivo de Alejandro y ataque final.

Alejandro ordenó a su caballería de reserva atacar a las fuerzas que estaban rodeando su ala derecha y él, al frente de sus «Compañeros», en una formación en cuña, galopó hacia la brecha abierta en la línea persa por el avance de su propia caballería. Luego se dirigió contra Darío III, quien abandonó el campo aterrorizado ante la embestida de Alejandro Magno. La caballería persa del ala izquierda, que estaba siendo atacada por la reserva macedonia, también emprendió la huida, siendo perseguida por los macedonios, que los masacraron.

### El ala izquierda
Debido a la marcha oblicua de Alejandro, el ala izquierda se encontraba retrasada con respecto a la derecha, y a causa del impetuoso avance de Alejandro se había producido una brecha entre ambas alas. La caballería india y persa irrumpió por esta brecha dirigiéndose hacia el tren de bagajes macedónico con el propósito de rescatar a la familia de Darío que estaba presa, pero la madre de Darío se negó a ser liberada. La falange de reserva dio media vuelta y los atacó por la retaguardia matando a gran número. Esta penetración coincidió con un movimiento envolvente de la caballería persa del ala derecha, con lo cual el ala izquierda macedonia quedó rodeada. Parmenio envió un mensaje a Alejandro informándole de su crítica situación. Este cesó inmediatamente la persecución de Darío y se lanzó con sus Hetairoi a socorrer su ala izquierda, derrotando a los persas.
Libre Parmenio, se reanudó la persecución que se prolongó hasta la noche, iniciando una marcha forzada sobre Arbelas, pero Darío logró escapar.

## Consecuencias
Es imposible calcular las bajas de esta batalla. Los historiadores antiguos van desde 300 000 persas muertos y solamente 100 macedonios y 1000 caballos, hasta otros más modernos que las estiman en 210 000 muertos persas y 5000 macedonios.
Alejandro se dirigió desde Arbelas a Babilonia, donde ordenó reconstruir el templo de Marduk. Luego tomó Susa, donde se apoderó de 120 000 talentos, y más tarde conquistó Persépolis, donde en un acto ritual de venganza por el martirio de Leonidas en las Termopilas, quemó el palacio de Jerjes.
En el invierno del año 330 a. C. partió de Persépolis a Ecbatana, donde se apoderó de 180 000 talentos, pero Darío lo eludió nuevamente. Por fin, tras recorrer 585 km en once días, logró alcanzar a la comitiva de Darío para enterarse de que este había sido asesinado por Bessos. Con la muerte de Darío se cumplió el objetivo político de Alejandro: imponer su voluntad en el Imperio y establecer su dominio sobre las satrapías del este.
Una disposición de las tropas similar fue utilizada en la Batalla de Magnesia, por parte de Lucio Cornelio Escipión Asiático, hermano de Publio Cornelio Escipión el Africano, quien le aconsejó la disposición de las tropas para vencer al Rey Antíoco III el Grande y a sus catafractos.

## La batalla en la ficción
La batalla aparece representada bastante fiel a la realidad en la película de 2004 dirigida por Oliver Stone, Alexander, siendo considerada por muchos historiadores como la mejor representación de la contienda de Gaugamela hasta el momento.